# Buchwald (Familienname)
Buchwald ist ein deutscher Familienname.

## Namensträger
- Adolf August Hermann von Buchwald (1845–1913), deutscher Jurist, Richter und Senatspräsident am Reichsgericht
- Amy Buchwald (* 1961), US-amerikanische Schauspielerin
- Art Buchwald (1925–2007), US-amerikanischer Humorist
- Balthasar Johannes Buchwald (1679–1763), Landphysikus und Hochschullehrer an der Universität Kopenhagen
- Bruno Buchwald (1847–1913), Buchbinder und Mitglied des Deutschen Reichstags
- Charles Buchwald (1880–1951), dänischer Fußballspieler und -schiedsrichter
- Charlotte Buchwald (1899–1977), deutsche Landespolitikerin (Berlin, SPD)
- Christoph Buchwald (* 1951), deutscher Herausgeber und Verleger
- Conrad Buchwald (1867–1931), deutscher Kunsthistoriker
- Diana L. Kormos-Buchwald (* 1956), israelisch-amerikanische Wissenschaftshistorikerin
- Eberhard Buchwald (1886–1975), deutscher Physiker
- Erich Buchwald-Zinnwald (1884–1972), deutscher Landschaftsmaler und Holzschneider
- Feliks Buchwald (1819–1887), Abgeordneter zum galizischen Landtag
- Frank Buchwald (* 1963), deutscher Historiker und Journalist
- Friedrich Buchwald (1891–1976), deutscher Politiker (SPD) und Jurist
- Georg Buchwald (1859–1947), evangelischer Theologe und Lutherforscher
- Gerhard Buchwald (1920–2009), deutscher Mediziner
- Guido Buchwald (* 1961), deutscher Fußballspieler
- Günter A. Buchwald (* 1952), deutscher Stummfilmpianist und Komponist
- Gustav von Buchwald (1850–1920), deutscher Bibliothekar, Archivar und Schriftsteller
- Gustav Meyer-Buchwald (1881–1918), deutscher Maler
- Hans-Ulrich Buchwald (1925–2009), deutscher Künstler und Maskenbauer
- Hans Buchwald (1933–2013), US-amerikanischer Kunsthistoriker und Architekt
- Helena Buchwald (* 2005), deutsche Tennisspielerin
- Hildegard Buchwald-Wegeleben (* 1917), deutsche Tänzerin und Theaterpädagogin
- Jan Buchwald (1974–2019), deutscher Opernsänger
- Jed Z. Buchwald (* 1949), US-amerikanischer Wissenschaftshistoriker
- Johann Georg Buchwald (1723–1806), Fayencekünstler
- Johannes von Buchwald (1658–1738), Chirurg und Hochschullehrer
- Jürgen Buchwald (* 1959), deutscher Landwirt, Agrarökonom und politischer Beamter
- Karl Buchwald (* 1889), Abgeordneter der deutschen Minderheit im Schlesischen Parlament
- Konrad Buchwald (1914–2003), deutscher Botaniker
- Kurt Buchwald (* 1953), deutscher Fotograf und Künstler
- Manfred Buchwald (1936–2012), deutscher Journalist und Intendant
- Martin Buchwald (1884–?), deutscher Reichsgerichtsrat
- Niels Fabritius Buchwald (1898–1986), dänischer Mykologe und Phytopathologe
- Petra Buchwald (* 1961), deutsche Pädagogin
- Rainer Buchwald, deutscher Biologe
- Reinhard Buchwald (1884–1983), deutscher Literar- und Kulturhistoriker
- Rudolph Buchwald (1858–1933), deutscher katholischer Theologe
- Stefan Buchwald (* 1965), deutscher Diplomat
- Stephen L. Buchwald (* 1955), US-amerikanischer Chemiker
- Theo Buchwald (1902–1960), peruanischer Dirigent österreichischer Herkunft
- Vagn Buchwald (1929–2025), dänischer Meteoritenforscher und Metallurg
- Wolfgang Buchwald (1911–1984), deutscher Klassischer Philologe